# Etapa de Campo Grande da Stock Car Brasil de 2011
A Etapa de Campo Grande foi a quinta corrida da temporada 2011 da Stock Car Brasil, realizada no dia 5 de junho. O piloto paulista Luciano Burti foi o vencedor.